# Exetastes cushmani
Exetastes cushmani là một loài tò vò trong họ Ichneumonidae.